# Napkelettől napnyugatig (Kárpátia-album)
A Napkelettől napnyugatig a magyar Kárpátia zenekar 2023. február 14-én megjelent albuma.

## Dallista
1. Kalandra fel
2. A láthatatlanok
3. Lement a nap
4. Hunok unokája
5. Már nem ember, még nem állat
6. Ahány madár annyi fészek
7. Báthori legenda
8. Piros szív, fehér hó, zöld levél
9. Vajákos
10. Dicsőség Istennek

## A dalokon közreműködnek
- Petrás János – basszusgitár, ének
- Bankó Attila – dob
- Galántai Gábor – billentyű
- Bene Beáta – furulya
- Bäck Zoltán – gitár
- Egedy Piroska – cselló
- Sipos Barnabás – gitár

Közreműködött:
- Molnár Gabriella